# カスタリア (小惑星646番)
カスタリア (646 Kastalia) は小惑星帯の小惑星。アウグスト・コプフがハイデルベルクのケーニッヒシュトゥール天文台で発見した。
ギリシア神話に登場するナーイアスのカスタリアに因んで名付けられた。なお、やはりカスタリアに由来し、日本語表記も同じ小惑星がもう一つ存在する (4769 Castalia)。